# Tangerina
La tangerina (Citrus × tangerina) és una planta del gènere citrus. És una varietat de la mandarina (Citrus reticulata). Les tangerines són més petites que la majoria de les taronges i són més fàcils de pelar i dividir en segments. El gust és menys agre que el d'una taronja.
El seu color és taronja. La seva temporada és curta anant d'octubre a abril a l'hemisferi nord. El fruit fresc es fa servir en amanides, postres i molts plats. El suc fresc, congelat i concentrat és molt comú als Estats Units.
Les tangerines han estat cultivades des de fa 3.000 anys a Uganda, Japó, i Djibouti.